# ペミスコット郡 (ミズーリ州)
ペミスコット郡（英: Pemiscot County）は、アメリカ合衆国ミズーリ州の南東部、ブートヒール地域に位置する郡である。2010年国勢調査での人口は18,296人であり、2000年の20,047人から8.7％減少した。郡庁所在地はカルザーズビル市（人口6,168人）であり、同郡で人口最大の都市でもある。ペミスコット郡は1851年2月19日に設立され、郡名は地元のバイユーから採られ、フォックス族インディアンの方言で「泥水」を意味するpem-eskawから派生したものである。

## 地理
アメリカ合衆国国勢調査局に拠れば、郡域全面積は512.41平方マイル (1,327.1 km2)であり、このうち陸地493.08平方マイル (1,277.1 km2)、水域は19.33平方マイル (50.1 km2)で水域率は3.87％である。地域住民には釣りが人気ある屋外活動である。

### 主要高規格道路
- 州間高速道路55号線
- 州間高速道路155号線
- アメリカ国道61号線
- アメリカ国道412号線
- ミズーリ州84号線
- ミズーリ州164号線

### 隣接する郡
- ニューマドリード郡 - 北
- レイク郡 (テネシー州) - 北東
- ダイヤー郡 (テネシー州) - 南東
- ミシシッピ郡 (アーカンソー州) - 南
- ダンクリン郡 - 西

## 人口動態
以下は2000年の国勢調査による人口統計データである。
| 基礎データ - 人口: 20,047人 - 世帯数: 7,855 世帯 - 家族数: 5,317 家族 - 人口密度: 16人/km2（41人/mi2） - 住居数: 8,793軒 - 住居密度: 7軒/km2（18軒/mi2） 人種別人口構成 - 白人: 71.76% - アフリカン・アメリカン: 26.23% - ネイティブ・アメリカン: 0.25% - アジア人: 0.27% - 太平洋諸島系: 0.01% - その他の人種: 0.62% - 混血: 0.85% - ヒスパニック・ラテン系: 1.57% 祖先による人口構成 - アメリカ人: 31.9% - アイルランド系: 7.8% - イギリス系: 5.6% - ドイツ系: 5.5% 年齢別人口構成 - 18歳未満: 30.0% - 18-24歳: 9.1% - 25-44歳: 25.0% - 45-64歳: 21.1% - 65歳以上: 14.9% - 年齢の中央値: 34歳 - 性比（女性100人あたり男性の人口） - 総人口: 88.5 - 18歳以上: 83.3 | 世帯と家族（対世帯数） - 18歳未満の子供がいる: 33.6% - 結婚・同居している夫婦: 45.0% - 未婚・離婚・死別女性が世帯主: 18.5% - 非家族世帯: 32.3% - 単身世帯: 28.8% - 65歳以上の老人1人暮らし: 14.3% - 平均構成人数 - 世帯: 2.52人 - 家族: 3.10人 収入と家計 - 収入の中央値 - 世帯: 26,992米ドル - 家族: 33,945米ドル - 性別 - 男性: 27,476米ドル - 女性: 17,358米ドル - 人口1人あたり収入: 15,599米ドル - 貧困線以下 - 対人口: 30.4% - 対家族数: 24.8% - 18歳未満: 43.2% - 65歳以上: 23.2% |

## 教育
ペミスコット郡の25歳以上の成人の中で58.2％は高校卒以上の学歴があり、8.4％は学士以上の学位を持っている。

### 宗教
2000年宗教データアーカイブ協会郡別信徒報告書に拠れば、ペミスコット郡は福音主義プロテスタントが最多数を占めるバイブル・ベルトにある。最も多い会派は南部バプテスト連盟の69.98％、続いてメソジストの7.56％、チャーチズ・オブ・クライストの4.76％である。

## 都市と町
| - ブラガドシオ - ブラッグシティ - カルザーズビル - 郡庁所在地 - クーター | - ディアリング - ゴブラー - ヘイティ - ヘイティハイツ | - ヘイワード - ホランド - ホームズタウン - ノースウォーデル | - パスコラ - ピーチオーチャード - スティール - ウォーデル |

## 政治

### 地方
ペミスコット郡の地方レベルでは民主党が完全に政治を支配しており、郡の選挙で選ばれる役職を独占している。

### 国政
大統領選挙のレベルではかなり二大政党が鎬を削る郡であるが、アフリカ系アメリカ人が多くて貧困層の多いブートヒール地区の郡と同様に、やや民主党支持に傾く傾向にある。2004年のアメリカ合衆国大統領選挙では、ジョージ・W・ブッシュが17票差でペミスコット郡を制したが、2000年ではアル・ゴアが制した。どちらも他の田園部郡に比べて僅差の戦いだった。1992年と1996年はビル・クリントンが2桁以上の得票率差で制した。2008年の選挙では、州内の田園部にある郡と同様、バラク・オバマよりジョン・マケインを選んだ。ただしその票差は他の田園部郡に比べて僅差だった。他の郡が民主党に振れる傾向があったにも拘わらず、ペミスコット郡は最も共和党の支持に動いた。
1968年の大統領選挙では、元アラバマ州知事で人種差別容認の大統領候補として立ったジョージ・ウォレスを選んだことでは、州内唯一の郡になった。
ペミスコット郡は州内の田園部にある郡と同様、社会的にまた文化的に保守的であるが、経済問題についてはディキシークラットに典型的な中道あるいは人民主義的傾向もある。2004年の州民投票では、結婚を男と女の結合として定義する州憲法改正案をペミスコット郡は84.73％という圧倒的多数で賛成した。州全体でも71％の賛成で可決し、ミズーリ州は同性結婚を禁止する最初の州になった。2006年の州民投票では、胚性幹細胞の研究を予算化し、合法化する憲法改正案が掛けられたが、ペミスコット郡では52.41％が反対した。州全体では51%の賛成と辛うじて改正が成立し、胚性幹細胞の研究を最初に認めた州の1つになった。郡民は伝統的に社会問題に保守的であるが、最低賃金の増加のような人民主義的施策は支持する傾向にある。やはり2006年の州民投票で最低賃金を時間あたり6.50ドルに増やす命題については、ペミスコット郡では78.01％が支持した。この命題は州内のどの郡でも支持され、78.99％が賛成した。

#### 2008年大統領予備選挙
2008年の大統領予備選挙で、ペミスコット郡は二大政党の候補者をどちらも州全体と全国で二位に終わった者を選んだ。民主党の予備選挙ではヒラリー・クリントンが1位となり、さらに共和党予備選挙で投じられた総票数よりも多かった。